# Rostkovia
Rostkovia  Desv. é um género botânico pertencente à família Juncaceae.

## Espécies
| - Rostkovia brevifolia - Rostkovia clandestina - Rostkovia ensiformis - Rostkovia gracilis - Rostkovia grandiflora | - Rostkovia magellanica - Rostkovia novae - Rostkovia reichei - Rostkovia sphaerocarpa - Rostkovia tristanensis |